# Saint-Prest
Saint-Prest is een gemeente in het Franse departement Eure-et-Loir (regio Centre-Val de Loire). De plaats maakt deel uit van het arrondissement Chartres. Saint-Prest telde op 1 januari 2022 2.119 inwoners.

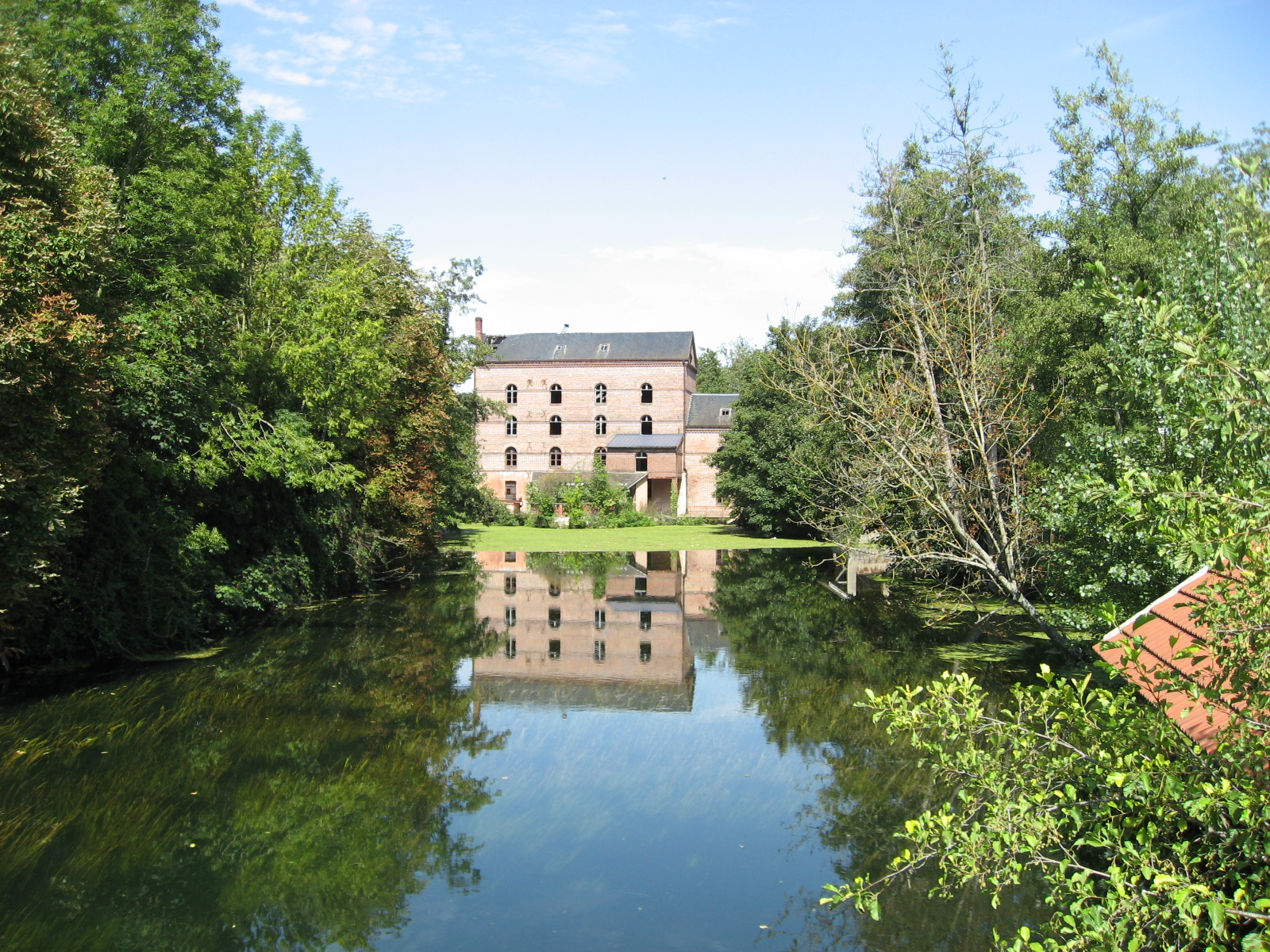
Uitzicht op de watermolen
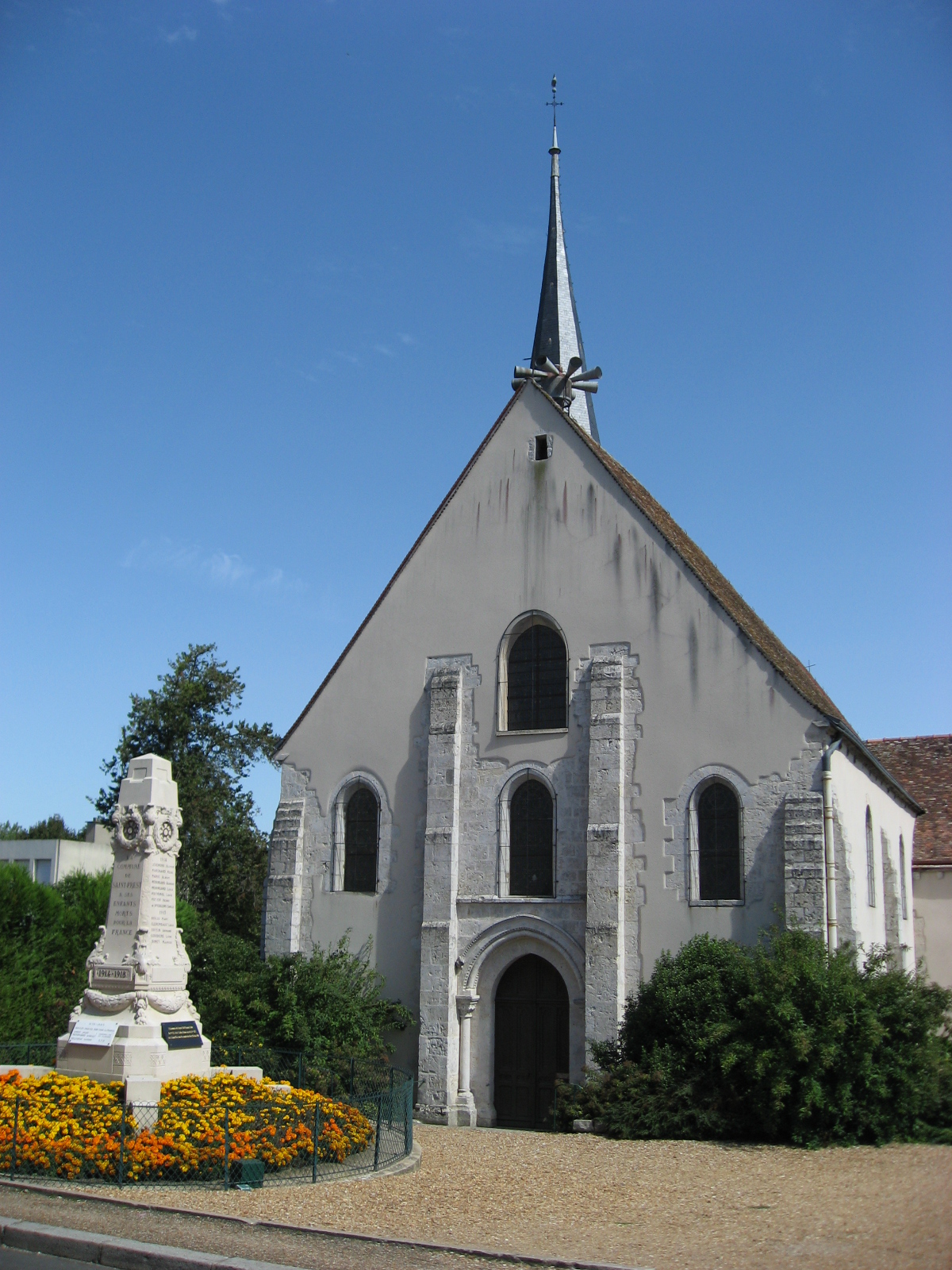
Kerk van Saint-Prest
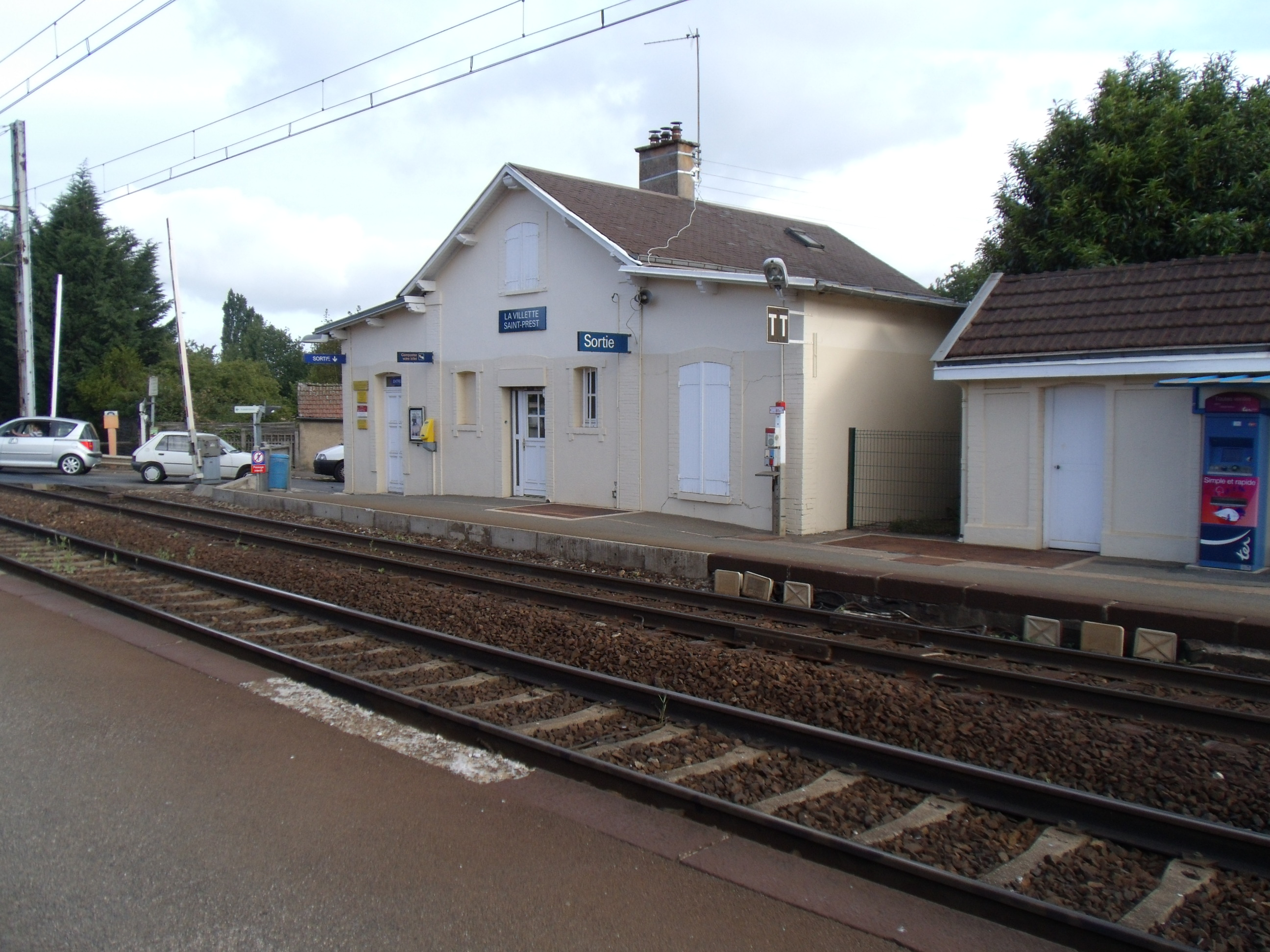
Station

## Geografie
De oppervlakte van Saint-Prest bedroeg op 1 januari 2022 16,71 vierkante kilometer; de bevolkingsdichtheid was toen 126,8 inwoners per km².

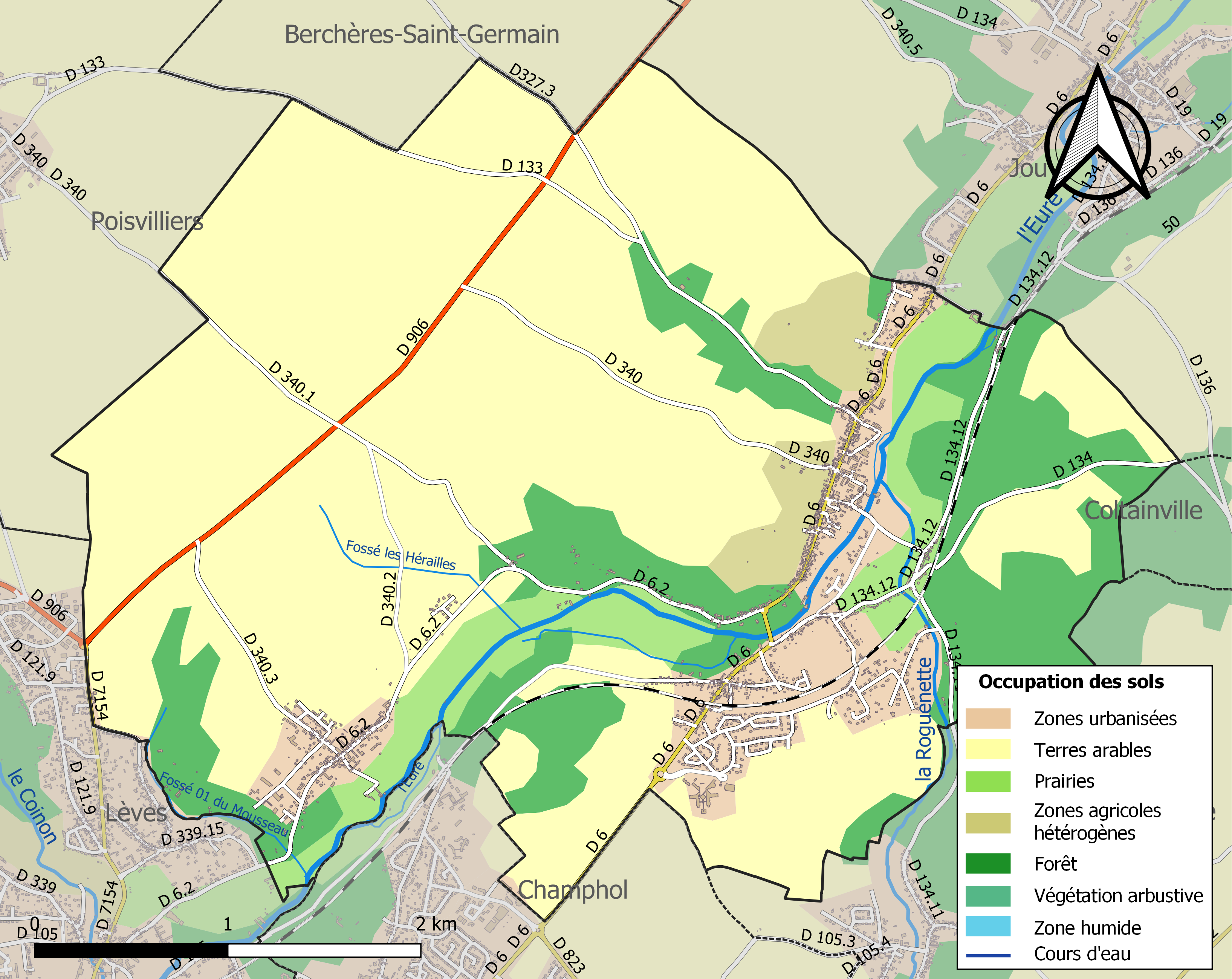
Kaart van de gemeente met belangrijkste infrastructuur, bodemgebruik en omliggende gemeenten

## Demografie
Onderstaande figuur toont het verloop van het inwonertal (bron: INSEE-tellingen).

## Verkeer
In de gemeente ligt het spoorwegstation La Villette - Saint-Prest